# Петрич, Герхард
Герхард Петрич (нем. Gerhard Petritsch; род. 2 сентября 1940 года) — австрийский стрелок, призёр Олимпийских игр 1980 года.
Герхард Петрич родился в 1940 году в Берхтесгадене, Бавария. В 1972 году он принял участие в Олимпийских играх в Мюнхене, но там в стрельбе из скорострельного пистолета на дистанции 25 м был лишь 8-м. В 1976 году на Олимпийских играх в Монреале он был уже 7-м, а в 1980 году на Олимпийских играх в Москве завоевал бронзовую медаль. В 1984 году он принял участие в Олимпийских играх в Лос-Анджелесе, но не смог завоевать медалей.